# 天輔 (大理)
天輔（てんほ）は、雲南に興った後理国の段智祥の時代に使用された元号。1226年 - 1229年。